# 2B1Q
Двобінарний, одночетвертинний (2B1Q) — код з чотирма рівнями сигналу для кодування даних. Лінійний код, який використовується в U-інтерфейсі базової швидкості цифрової мережі з інтегрованими послугам (ISDN) і високошвидкісної цифрової абонентської лінії (HDSL) . 

## Принцип дії
2B1Q — це схема чотирирівневої амплітудно-імпульсної модуляції (PAM-4) без надлишковости, яка відображає два біти (2B) в один четвертинний символ (1Q). Конкуруючою технікою кодування в U-інтерфейсі базової швидкості ISDN, яка в основному використовується в Європі, є 4B3T.
Щоб мінімізувати розповсюдження помилок, пари бітів (дібіти) призначаються рівням напруги відповідно до коду Грея таким чином:
| Dibit | Рівень сигналу |
| ----- | -------------- |
| 10    | +450 mV        |
| 11    | +150 mV        |
| 01    | −150 mV        |
| 00    | −450 mV        |

Якщо напруга неправильно зчитується як суміжний рівень, це спричиняє лише 1-бітову помилку в декодованих даних. Код 2B1Q не збалансований за постійним струмом.
Кожні два біти (2В) передаються за один такт сигналом, що має чотири стани (1Q). Парі біт 00 відповідає потенціал -2,5 В; парі біт 01 - потенціал -0,833 В; парі 11 - потенціал +0,833 В; а парі 10 - потенціал +2,5 В. При цьому способі кодування потрібні додаткові заходи, пов'язаними з довгими послідовностями однакових пар бітів, бо при цьому сигнал перетворюється в постійну складову. Кодом 2B1Q однією лінією можна передавати дані в два рази швидше, ніж за допомогою коду AMI або NRZI. Потужність передавача повинна бути вищою, щоб чотири рівні чітко розрізнялися приймачем на тлі перешкод.